# 蜜柑繪日記
《蜜柑繪日記》（日语：みかん絵日記），作者為安孫子三和，為連載於白泉社少女漫畫雜誌《LaLa》1988年6月號至1995年1月號的漫畫作品，單行本共14集。最初是1987年安孫子三和發表於《LaLa》的作品《叶夢和不可思議的貓》（日语：叶夢と不思議な猫），後成為連載作品。此外也有根據漫畫製作的同名電視動畫，臺灣於1990年代由新潮社有限公司代理、首華卡通頻道首播新潮社字幕版。
日文原名，指的是主角橘子（みかん）的圖畫日記（絵日記）。

## 故事
故事的背景為日本宮城縣白石市。主角是一隻會說話的貓「橘子」，故事則是以橘子週邊發生的事為主題。

## 人物

### 草凪家
- 橘子（配音：TARAKO）：毛色為橘色，眼睛為綠色的貓，舊名為「湯姆」。雖然是貓，但會說話、兩腳站立行走、寫字、玩電視遊樂器和喝酒。被吐夢命名為「橘子」，直到喝醉酒後才被發現是隻會說話的貓，並開始寫圖畫日記。曾在商店街的年終抽籤中抽到旅行招待。愛喝酒，包括木天蓼酒、啤酒，愛吃鮪魚。1歲半。
- 草凪 吐夢（配音：平松晶子）：草凪家長男，外號湯姆，就讀於夜櫻小學，11歳，撿到正在流浪的橘子，並為其命名為橘子，暗戀杏子。
- 草凪 藤治郎（配音：小野健一）：草凪吐夢的父親，37歳。
- 草凪 菊子（配音：島本須美）：草凪吐夢的母親，舊姓松澤，34歳，有懼高症。
- 蘋果（配音：小櫻悅子）：（りんご）：毛色為紅色的貓，小名小蘋果（こりんご），為橘子和吉莉的孩子。與橘子同樣會說話、雙腳站行走立及寫字。

### 夜櫻小學
- 楠木世良（配音：伊倉一壽）：草凪家以外唯一知道橘子會說話的人。
- 林田先生（配音：鈴木勝美）：草凪吐夢的導師。
- 立花杏子（配音：麻見順子）：對草凪藤治郎有些憧憬，原本住於公寓，直到搬家到獨棟的房子後，完成養貓的願望。
- 奧田津（奧田しづよ，配音：橫山智佐）：的飼主。
- 奧野道晴（配音：田野惠）
- 田山太一（配音：佐藤智惠）

### 其他動物
- 黑吉（クロブチ）：橘子在流浪時的夥伴，是一隻黑白色的貓，特徵是臉上有兩個像鬍子的黒色花色，後來被咖啡廳老闆奧田先生所飼養。
- 扣子：稻桓診所的護士史良小姐所養的長毛波斯貓，喜歡吃東西，食量是一般家貓的三倍，體重有十三公斤。
- 大寶：稻桓診所所養的黑狗，是稻桓醫生的友人所寄養的。從以前就與貓生活過，所以不討厭貓。和吉莉、茉莉的感情很好。
- 吉莉：稻桓醫生散步時撿到的虎斑貓，脖子上繫著紅色緞帶。和橘子是戀愛關係，後來與橘子生下四隻小貓，但都是公的。
- 茉莉：稻桓醫生散步時撿到的虎斑貓，脖子上繫著黃色緞帶。
- 小太郎：橫田太太所飼養的純種貓，體毛是黑色。吃的飼料都很高級，魚子醬吃到膩。和橘子是好朋友。

## 電視動畫

### 主題歌
片頭主題歌
「秘密！的雙語貓（ないしょ!のバイリン・キャット）」
歌：橫山智佐／作詞：真真花子／作曲：由比正雪／編曲：湯川徹
片尾主題歌
「給爺爺的信（おじいさんへのおてがみ）」
歌：TARAKO／作詞：真真花子／作曲：由比正雪／編曲：湯川徹
『大畫布（でっかいキャンバス）』
歌・作詞・作曲：TARAKO／編曲：湯川徹
包含上述3曲的CD單曲，由阿波羅發售。